# Мамедов, Исраиль
Исраиль Мамедов (8 марта 1959 года, с. Кулятон, Масаллинский район, Азербайджанская ССР, СССР) — талышский певец. Исполняет песни на талышском и азербайджанском языках.

## Биография
Исраиль Фазлан оглы Мамедов родился 8 марта 1959 года в селе Кулятон, Масаллинского района, Азербайджанской ССР, СССР. С 1965 года по 1976 год отучился в средней школе в селе Кулятон. Позже он был призван на военную службу. Вернувшись, он поступил в Ленкоранский сельскохозяйственный техникум, окончил его в 1983 году. В 1991 году окончил в Гянджинскую сельскохозяйственную академию, а в 1998 году окончил филологический факультет Азербайджанского Государственного Университета.

## Творчество
С 1980 года начал петь. Первая кассета вышла в 1981 году. Его лирические песни принесли ему огромную популярность как в Азербайджане, так и за пределами республики. В 1995 году вышел первый музыкальный альбом и диск. В январе 2005 года впервые в истории северного Талыша и азербайджанской музыкальной культуры при содействии Международного Фонда возрождения Талышской культуры (создателя Кахина Абилова) был выпущен первый музыкальный диск на талышском языке «Баханд, Толыши былбыл» (Пой, талышский соловей"). Исполнял талышские песни на основе стихотворний таких известных талышских поэтов, как Ханали Толыш, Валишах.

## Семья
У Мамедова есть 7 братьев и 3 сестры. Исраиль женат, имеет сына и дочь. 